# Creta otomana
Creta otomana (en turco otomano: گریت‎ Girīt) es la denominación que recibe dicha isla durante el periodo entre 1646 y 1898, donde se encontraba bajo dominio otomano. La isla de Creta fue declarada provincia otomana (eyalato) en 1646, después de que los otomanos lograron conquistar la parte occidental de la isla como parte de la guerra de Creta, pero los venecianos mantuvieron su control sobre la capital Candía hasta 1669, cuando Francesco Morosini entregó las llaves del pueblo. Las fortalezas de las islas cercanas a la costa de Souda, Gramvousa y Spinalonga permanecerían bajo el dominio veneciano hasta 1715, cuando también fueron capturadas por los otomanos. 
Creta participó en la guerra de independencia griega, pero el levantamiento local fue reprimido con la ayuda de Mehmet Alí de Egipto. La isla permaneció bajo control egipcio hasta 1840, cuando fue restaurada a plena autoridad otomana. Después de la rebelión de Creta (1866-1869) y especialmente del Pacto de Halepa en 1878, la isla recibió una autonomía significativa, pero las violaciones otomanas de los estatutos de autonomía y las aspiraciones de Creta de una eventual unión con el Reino de Grecia llevaron a la revuelta de Creta de 1897-1898 y la guerra greco-turca (1897). A pesar de una victoria otomana en la guerra, Creta se convirtió en un estado autónomo en 1898 debido a la intervención a favor de Grecia por parte de las potencias europeas y se unió a Grecia después de las Guerras Balcánicas. 

## Historia

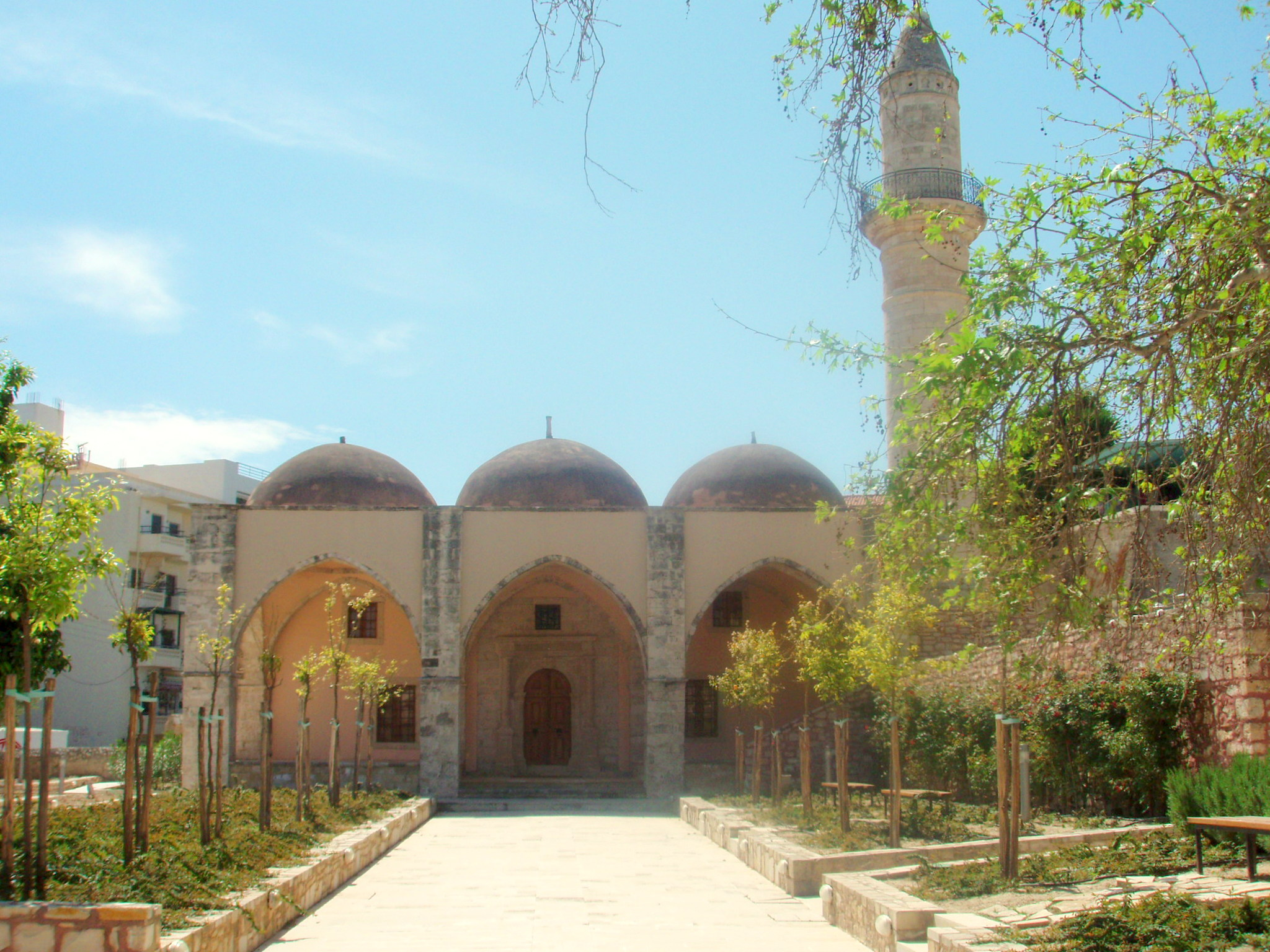
Mezquita Veli Pasha en Rétino.

Durante la guerra de Creta (1645-1669), Venecia fue expulsada de Creta por el Imperio otomano. La mayor parte de la isla cayó en los primeros años de la guerra, pero la capital Candía (Heraclión) resistió durante un largo asedio que duró desde 1648 hasta 1669, posiblemente el asedio más largo de la historia. Los últimos puestos de avanzada venecianos, las fortalezas de las islas de Souda, Gramvousa y Spinalonga, cayeron en la guerra turco-veneciana de 1714-1718. 

### Rebeliones contra el dominio otomano
Hubo rebeliones significativas contra el dominio otomano, particularmente en Sfakiá. 
Daskalogiannis fue un famoso líder rebelde quien en 1770 dirigió una revuelta heroica pero predestinada, que no recibió la ayuda más que de los rusos que la instigaron (ver Revuelta de Orlov). 
La guerra de Independencia griega comenzó en 1821 y la participación de Creta fue amplia. Un levantamiento de cristianos se encontró con una feroz respuesta de las autoridades otomanas y la ejecución de varios obispos, considerados cabecillas. Entre 1821 y 1828, la isla fue escenario de repetidas hostilidades. Los musulmanes fueron expulsados a las grandes ciudades fortificadas de la costa norte y parece que hasta el 60% de ellos murieron de peste o hambruna mientras estaban allí. Los cristianos cretenses también sufrieron gravemente, perdiendo alrededor del 21% de su población. Durante la gran masacre de Heraclión el 24 de junio de 1821, recordada en la zona como "el gran devastador" ("ο μεγάλος αρπεντές", "o megalos arpentes"), los turcos también mataron a la metrópoli de Creta, Gerasimos Pardalis, y cinco obispos más.
Como el sultán otomano, Mahmut II, no tenía ejército propio disponible, se vio obligado a buscar la ayuda de su vasallo rebelde y rival, Mehmet Alí de Egipto, quien envió una expedición a la isla. En 1825, el hijo de Mehmet Alí, Ibrahim, aterrizó en Creta y comenzó a masacrar a la mayoría de la comunidad griega.
Gran Bretaña decidió que Creta no debería formar parte del nuevo Reino de Grecia en su independencia en 1830, evidentemente por temor a que se convirtiera en un centro de piratería como lo había sido a menudo en el pasado, o en una base naval rusa en el Mediterráneo Oriental. En lugar de estar incluida en el nuevo estado griego, Creta fue administrada por un albanés de Egipto, Mustafá Naili Bajá (conocido como Mustafá Bajá), cuyo gobierno intentó crear una síntesis de los terratenientes musulmanes y las clases comerciales cristianas emergentes. 
Aunque la posterior historiografía nacionalista griega ha retratado al Bajá como una figura opresiva, según lo informado por los observadores consulares británicos y franceses, parece haber sido generalmente cauteloso, probritánico y haber intentado con más ahínco ganarse el apoyo de los cristianos cretenses (habiendo se casó con la hija de un sacerdote y le permitió seguir siendo cristiana) que los musulmanes de Creta. En 1834, sin embargo, se creó un comité cretense en Atenas para trabajar por la unión de la isla con Grecia. 
En 1840, Egipto fue obligado por Palmerston a devolver Creta al dominio otomano directo. Mustafá Bajá se inclinó infructuosamente para convertirse en príncipe semiindependiente de Grecia, pero los cretenses cristianos en lugar de apoyarlo se levantaron contra él, lo que una vez más llevó a los musulmanes a sitiar temporalmente las ciudades. Una operación naval anglo-otomana restauró el control en la isla y Mustafá Bajá fue confirmado como gobernador de la isla, aunque bajo el mando de Estambul. Permaneció allí hasta 1851 cuando fue convocado a Estambul, donde, aunque de edad relativamente avanzada (unos cincuenta años) tuvo una carrera exitosa, llegando a ser Gran Visir varias veces. 
Después de que Grecia logró su independencia, Creta se convirtió en objeto de controversia ya que la parte cristiana de su población se rebeló varias veces contra el dominio otomano. Las revueltas de 1841 y 1858 aseguraron algunos privilegios, como el derecho a portar armas, la igualdad del culto cristiano y musulmán y el establecimiento de consejos cristianos de ancianos con jurisdicción sobre la educación y el derecho consuetudinario. A pesar de estas concesiones, los cristianos cretenses mantuvieron su objetivo final de unión con Grecia, y las tensiones entre las comunidades cristiana y musulmana aumentaron. Así, en 1866 comenzó la gran revuelta de Creta . 
El levantamiento, que duró tres años, involucró a voluntarios de Grecia y otros países europeos, donde fue visto con considerable simpatía. A pesar de los primeros éxitos de los rebeldes, que rápidamente confinaron a los otomanos a las ciudades del norte, el levantamiento fracasó. El gran visir otomano Aalí-Bajá asumió personalmente el control de las fuerzas otomanas y lanzó una campaña metódica para retomar los distritos rurales, que se combinó con promesas de concesiones políticas, en particular mediante la introducción de una Ley Orgánica, que dio a los cristianos cretenses la igualdad (en la práctica, debido a su número superior, mayoría) control de la administración local. Su enfoque dio frutos, ya que los líderes rebeldes se sometieron gradualmente. A principios de 1869, la isla estaba nuevamente bajo control otomano. La isla se convirtió en un valiato con un estatus especial con un firman fechado el 18 de septiembre de 1867.  
Durante el Congreso de Berlín en el verano de 1878, hubo una nueva rebelión, que fue detenida rápidamente por la intervención de los británicos y la adaptación de la Ley Orgánica de 1867-1868 en un acuerdo constitucional conocido como el Pacto de Halepa. Creta se convirtió en un estado parlamentario semiindependiente dentro del Imperio otomano bajo un gobernador otomano que tenía que ser cristiano. Varios de los "Bajás Cristianos" de alto rango, incluidos Photiades Bajá y Kostis Adosidis Bajá, gobernaron la isla en la década de 1880, presidiendo un parlamento en el que liberales y conservadores competían por el poder. Sin embargo, las disputas entre las dos potencias llevaron a una mayor insurgencia en 1889 y al colapso de los acuerdos del Pacto de Halepa. Las potencias internacionales, disgustadas por lo que parecía ser una política de facciones, permitieron a las autoridades otomanas enviar tropas a la isla y restablecer el orden, pero no anticiparon que el sultán otomano Abdul Hamid II usaría esto como pretexto para poner fin a la Constitución del Pacto de Halepa y en su lugar gobernar la isla por la ley marcial. Esta acción llevó a la simpatía internacional por los cristianos cretenses y a la pérdida de cualquier consentimiento restante entre ellos para la continuación del dominio otomano. Cuando comenzó una pequeña insurgencia en septiembre de 1895, se extendió rápidamente y para el verano de 1896 las fuerzas otomanas habían perdido el control militar de la mayor parte de la isla. 
El nuevo levantamiento provocó el envío de una fuerza expedicionaria griega a la isla, que culminó con la guerra greco-turca de 1897, en la que Grecia sufrió una dura derrota. Las Grandes Potencias enviaron una fuerza naval multinacional, el Escuadrón Internacional, a Creta en febrero de 1897, y obligaron al ejército griego a abandonar la isla. También bombardeó a las fuerzas insurgentes de Creta, colocó marineros e infantes de marina en tierra e instituyó un bloqueo de Creta y puertos clave en Grecia, poniendo fin al combate organizado en la isla a finales de marzo de 1897. Mientras tanto, los almirantes superiores del Escuadrón Internacional formaron un "Consejo de Almirantes" que gobernó temporalmente Creta en espera de una resolución del levantamiento de Creta, y el Consejo de Almirantes finalmente decidió que Creta debería convertirse en un estado autónomo dentro del Imperio otomano.
El Escuadrón Internacional obligó a las tropas otomanas a salir de Creta también en noviembre de 1898. Los turcos rurales y Basi-bozuks (tropas turcas irregulares), incitados por el nombramiento de Stylianos M. Alexiou como el primer director cristiano del Servicio de Impuestos, el 6 de septiembre de 1898 (25 de agosto de 1898 según el calendario juliano entonces en uso en Creta, que era 12 días detrás del calendario gregoriano moderno durante el siglo XIX), cuando los nuevos empleados se dirigían a comenzar a trabajar en la aduana de la ciudad, los atacaron y el destacamento británico que los escoltaba. Una turba turca se extendió rápidamente por toda la ciudad, mientras las casas y tiendas griegas cretenses fueron saqueadas y los edificios fueron incendiados, particularmente en el área entonces conocida como Vezir Çarşı, la actual calle 25 de agosto. Alrededor de 700 griegos cretenses, 17 soldados británicos y el cónsul británico en Creta murieron. Las grandes potencias ordenaron el rápido juicio y ejecución de los cabecillas musulmanes cretenses de los disturbios. A raíz de esta masacre, las grandes potencias decidieron que toda influencia otomana en Creta debía cesar. El 6 de noviembre de 1898, bajo las órdenes de las potencias, las últimas tropas otomanas se retiraron de la isla, marcando el final de 253 años de dominio otomano. El Estado de Creta, autónomo pero bajo la suzeranía del Sultán y bajo ocupación internacional, se estableció a la llegada de su primer Alto Comisionado, el Príncipe Jorge de Grecia y Dinamarca, el 21 de diciembre de 1898 (9 de diciembre según el calendario juliano).

## Demografía

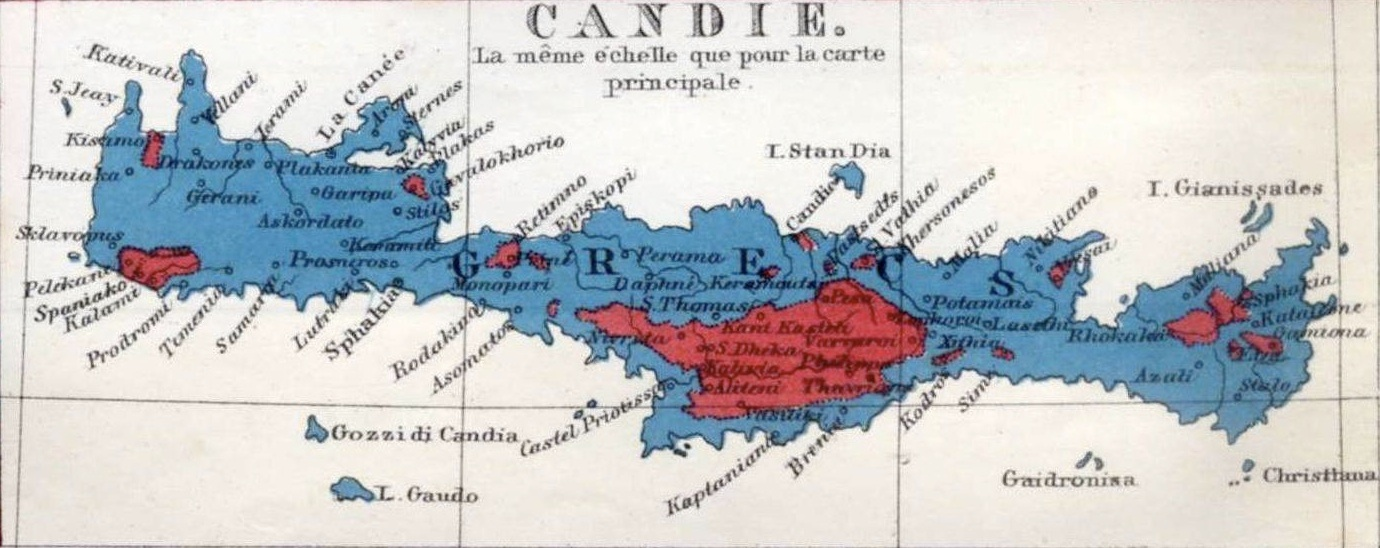
Mapa de Creta, alrededor de 1861. Los turcos (musulmanes) están en rojo, los griegos (cristianos) en azul. La población musulmana de la isla (turcos cretenses) se fue con el intercambio de poblaciones entre Grecia y Turquía.

Los otomanos nunca trasladaron colonos a Creta, toda la población musulmana de la isla era de origen cretense y, en la mayoría de los casos, hablantes exclusivamente del dialecto cretense. Después de la conquista otomana de 1669, una proporción considerable de la población se convirtió gradualmente al islam. Según el diplomático británico del siglo XVII Paul Rycaut, la población ortodoxa dio la bienvenida a los otomanos como liberadores del "dominio opresivo de los italianos católicos romanos" y "comenzó a sufrir una conversión al Islam en un número sustancial". Las estimaciones contemporáneas varían, pero en vísperas de la Guerra de Independencia griega hasta el 45% de la población de la isla puede haber sido musulmana. Un pequeño número de ellos eran criptocristianos que se volvieron a convertir al cristianismo; otros huyeron de Creta debido a los disturbios. Según el último censo otomano de 1881, los cristianos eran el 76% de la población y los musulmanes (generalmente llamados "turcos" sin importar el idioma, la cultura y la ascendencia) solo el 24%, pero los musulmanes superaban el 60% en las tres grandes ciudades del costa norte y Monofatsi. Los cristianos eran el 93% de la población en 1923 de los distritos de Creta. Los musulmanes restantes se vieron obligados a partir hacia Turquía en el intercambio de población por religión entre Grecia y Turquía.

## Divisiones administrativas

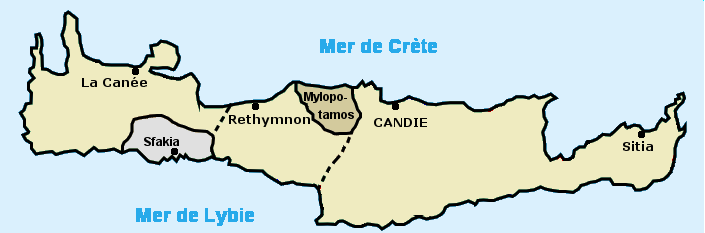
La división administrativa de Creta hasta 1827.

Sanjacados de la Creta otomana en el siglo XVII:
1. Sanjacado de Hanya
2. Sanjacado de Rétino
3. Sanjacado de Selene

Sanjacados, alrededor de 1876:
1. Sanjacado de Hanya
2. Sanjacado de Rétino
3. Sanjacado de Kandiye
4. Sanjacado de Sfakiá
5. Sanjacado de Lasithi